# René Bourbonsko-Parmský
René Bourbonsko-Parmský (17. října 1894, Schwarzau am Steinfeld – 30. července 1962, Kodaň) byl sedmým dítětem vévody Roberta I. Parmského a jeho druhé manželky Marie Antonie Portugalské.

## Mládí
Princ René Bourbonsko-Parmský se narodil jako devatenáctý z čtyřiadvaceti potomků posledního vládnoucího parmského vévody Roberta I. Princovou matkou byla druhá vévodova manželka, princezna Marie Antonie, dcera sesazeného krále Michala I. Portugalského. Z otcova prvního i druhého manželství měl René sedmnáct sourozenců, kteří se dožili dospělosti. Nejznámější z nich byli poslední rakouská císařovna Zita a princ Felix, manžel lucemburské velkovévodkyně Šarloty. René se narodil ve Schwarzau am Steinfeld v Rakousku, kde také vyrůstal. Vzdělával se na Tereziánské akademii ve Vídni, promoval na vojenské akademii a sloužil v císařském a královském armádním vojsku jako důstojník jezdectva.
Během první světové války se Reného bratři Sixtus a Xavier rozhodli bojovat na straně Dohody, zatímco René s bratry Eliášem a Felixem na opačné straně v rakouské armádě za ústřední mocnosti. Jejich sestra Zita, manželka arcivévody Karla Rakouského, se stala 21. listopadu 1916 rakouskou císařovnou. Po pádu habsburské monarchie v roce 1918 se René odstěhoval do Francie.

## Manželství a potomci
9. června 1921 se šestadvacetiletý René v Kodani oženil s o rok mladší princeznou Markétou Dánskou, dcerou Valdemara Dánského a vnučkou dánského krále Kristiána IX. Přestože byl otec luterán, byla Markéta vychovávána v katolické víře své matky Marie Orleánské. Její rodiče se ještě před svou svatbou domluvili, že jejich synové budou vychováváni v luteránské víře a dcery v katolické.
Princ René měl s manželkou čtyři děti:
- Jakub Bourbonsko-Parmský (9. června 1922 – 5. listopadu 1964), ⚭ 1947 hraběnka Birgitte von Holstein-Ledreborg (1922–2009)
- Anna Bourbonsko-Parmská (18. září 1923 – 1. srpna 2016) ⚭ 1948 Michal I. Rumunský (25. října 1921 – 5. prosince 2017), poslední rumunský král
- Michal Bourbonsko-Parmský (4. března 1926 – 7. července 2018)
⚭ 1951 Yolande de Broglie-Revel (26. dubna 1928 – 2. září 2014), rozvod 1999
⚭ 2003 Marie Pia Bourbonsko-Parmská (* 24. září 1934)
- Ondřej Bourbonsko-Parmský (6. března 1928 – 1. října 2011), ⚭ 1960 Marina Gacry (* 5. září 1935)

Princ René měl francouzské občanství. Několik týdnů před narozením jejich prvního dítěte odcestoval René s manželkou do Paříže, aby se dítě narodilo na francouzské půdě. Svědky narození byli tři Reného bratři. Přestože byl Reného otec velmi bohatý, on sám velký majetek neměl. Přesto si s manželkou a dětmi užíval pohodlného života. Žili ve velké vile v Saint-Maurice, Val-de-Marne. Rodinné bohatství se jim snížilo během ekonomické krize ve 20. a 30. letech 20. století.

## Pozdější život
Po vypuknutí druhé světové války se René pokusil vstoupit do francouzské armády, to se mu však nepodařilo, a tak odcestoval do Finska, kde dobrovolně vstoupil do finské armády. Od vrchního velitele, polního maršála Mannerheima, dostal za úkol získat pro Finsko podporu Francie a Itálie, což byl pro něho vhodnější úkol, než bojovat.
Jeho tři nejstarší děti se připojily ke spojeneckému úsilí. Synové Jakub a Michal bojovali v Evropě a Dálném východě. Dcera Anna se v Maroku vyučila mechaničkou. Reného manželka Markéta uprchla v roce 1939 před nacismem do Španělska. Odtamtud odešla do Portugalska a pak do Spojených států. V září 1944 byl princ René svědkem osvobození Lucemburska, jehož vládkyní Šarloty byl manžel jeho bratr Felix.
Po válce se René s manželkou usadil v Dánsku. V roce 1947 se s dcerou Annou zúčastnili svatby budoucí královny Alžběty II. a prince Filipa. Na svatbě se jejich dcera Anna seznámila se svým budoucím manželem, králem Michalem I. Rumunským.
V roce 1953 byl princ René podle policejního prohlášení zastaven rozzlobenými motoristy kvůli řízení pod vlivem alkoholu. Z toho důvodu mu dánský král Frederik IX. zakázal na rok řídit v Dánsku automobil. Frederik zřejmě řekl Renému, aby si našel někoho, kdo by ho odvezl, kdyby chtěl během toho roku někam jet.
V roce 1964 zemřel Reného nejstarší syn Jakub. Byl nadšencem motoristického sportu a zemřel při dopravní nehodě na dálnici v Dánsku. Jeho smrti se však sám René již nedožil, zemřel o dva roky dříve, 30. listopadu 1962 v Kodani ve věku 67 let. Jeho manželka jej přežila o třicet let.

## Tituly, oslovení a vyznamenání

### Tituly a oslovení
- 17. října 1894 – 30. července 1962: Jeho královská Výsost princ René Bourbonsko-Parmský

### Vyznamenání
- Parmské vévodství:  Rytířský kříž Řádu svatého Ludvíka za občanské zásluhy
- Dánsko:  Řád slona (09/06/1921).

## Vývod z předků
|                         |                                            |  |                       |                                             |  |  |  |  |  |  |  | Ludvík Parmský |
|                         |                                            |  |                       |                                             |  |  |  |  |  |  |  |                |
|                         | Karel II. Parmský                          |  |                       |                                             |  |  |  |  |  |  |  |                |
|                         |                                            |  |                       |                                             |  |  |  |  |  |  |  |                |
|                         |                                            |  |                       | Marie Luisa Španělská                       |  |  |  |  |  |  |  |                |
|                         |                                            |  |                       |                                             |  |  |  |  |  |  |  |                |
|                         | Karel III. Parmský                         |  |                       |                                             |  |  |  |  |  |  |  |                |
|                         |                                            |  |                       |                                             |  |  |  |  |  |  |  |                |
|                         |                                            |  |                       | Viktor Emanuel I.                           |  |  |  |  |  |  |  |                |
|                         |                                            |  |                       |                                             |  |  |  |  |  |  |  |                |
|                         | Marie Tereza Savojská                      |  |                       |                                             |  |  |  |  |  |  |  |                |
|                         |                                            |  |                       |                                             |  |  |  |  |  |  |  |                |
|                         |                                            |  |                       | Marie Tereza Rakouská-Este                  |  |  |  |  |  |  |  |                |
|                         |                                            |  |                       |                                             |  |  |  |  |  |  |  |                |
|                         | Robert I. Parmský                          |  |                       |                                             |  |  |  |  |  |  |  |                |
|                         |                                            |  |                       |                                             |  |  |  |  |  |  |  |                |
|                         |                                            |  |                       | Karel X.                                    |  |  |  |  |  |  |  |                |
|                         |                                            |  |                       |                                             |  |  |  |  |  |  |  |                |
|                         | Karel Ferdinand Bourbonský                 |  |                       |                                             |  |  |  |  |  |  |  |                |
|                         |                                            |  |                       |                                             |  |  |  |  |  |  |  |                |
|                         |                                            |  |                       | Marie Tereza Savojská                       |  |  |  |  |  |  |  |                |
|                         |                                            |  |                       |                                             |  |  |  |  |  |  |  |                |
|                         | Luisa Marie Terezie z Artois               |  |                       |                                             |  |  |  |  |  |  |  |                |
|                         |                                            |  |                       |                                             |  |  |  |  |  |  |  |                |
|                         |                                            |  |                       | František I. Neapolsko-Sicilský             |  |  |  |  |  |  |  |                |
|                         |                                            |  |                       |                                             |  |  |  |  |  |  |  |                |
|                         | Marie Karolína Neapolsko-Sicilská          |  |                       |                                             |  |  |  |  |  |  |  |                |
|                         |                                            |  |                       |                                             |  |  |  |  |  |  |  |                |
|                         |                                            |  |                       | Marie Klementina Habsbursko-Lotrinská       |  |  |  |  |  |  |  |                |
|                         |                                            |  |                       |                                             |  |  |  |  |  |  |  |                |
| René Bourbonsko-Parmský |                                            |  |                       |                                             |  |  |  |  |  |  |  |                |
|                         |                                            |  |                       |                                             |  |  |  |  |  |  |  |                |
|                         |                                            |  | Petr III. Portugalský |                                             |  |  |  |  |  |  |  |                |
|                         |                                            |  |                       |                                             |  |  |  |  |  |  |  |                |
|                         | Jan VI. Portugalský                        |  |                       |                                             |  |  |  |  |  |  |  |                |
|                         |                                            |  |                       |                                             |  |  |  |  |  |  |  |                |
|                         |                                            |  |                       | Marie I. Portugalská                        |  |  |  |  |  |  |  |                |
|                         |                                            |  |                       |                                             |  |  |  |  |  |  |  |                |
|                         | Michal I. Portugalský                      |  |                       |                                             |  |  |  |  |  |  |  |                |
|                         |                                            |  |                       |                                             |  |  |  |  |  |  |  |                |
|                         |                                            |  |                       | Karel IV. Španělský                         |  |  |  |  |  |  |  |                |
|                         |                                            |  |                       |                                             |  |  |  |  |  |  |  |                |
|                         | Šarlota Španělská                          |  |                       |                                             |  |  |  |  |  |  |  |                |
|                         |                                            |  |                       |                                             |  |  |  |  |  |  |  |                |
|                         |                                            |  |                       | Marie Luisa Parmská                         |  |  |  |  |  |  |  |                |
|                         |                                            |  |                       |                                             |  |  |  |  |  |  |  |                |
|                         | Marie Antonie Portugalská                  |  |                       |                                             |  |  |  |  |  |  |  |                |
|                         |                                            |  |                       |                                             |  |  |  |  |  |  |  |                |
|                         |                                            |  |                       | Karel Tomáš z Löwenstein-Wertheim-Rosenberg |  |  |  |  |  |  |  |                |
|                         |                                            |  |                       |                                             |  |  |  |  |  |  |  |                |
|                         | Konstantin z Löwenstein-Wertheim-Rosenberg |  |                       |                                             |  |  |  |  |  |  |  |                |
|                         |                                            |  |                       |                                             |  |  |  |  |  |  |  |                |
|                         |                                            |  |                       | Žofie Windisch-Grätzová                     |  |  |  |  |  |  |  |                |
|                         |                                            |  |                       |                                             |  |  |  |  |  |  |  |                |
|                         | Adelaida Löwenstein-Wertheim-Rosenberg     |  |                       |                                             |  |  |  |  |  |  |  |                |
|                         |                                            |  |                       |                                             |  |  |  |  |  |  |  |                |
|                         |                                            |  |                       | Karel Ludvík Hohenlohe-Langenburský         |  |  |  |  |  |  |  |                |
|                         |                                            |  |                       |                                             |  |  |  |  |  |  |  |                |
|                         | Anežka Hohenlohe-Langenburská              |  |                       |                                             |  |  |  |  |  |  |  |                |
|                         |                                            |  |                       |                                             |  |  |  |  |  |  |  |                |
|                         |                                            |  |                       | Amálie Henrietta ze Solms-Baruth            |  |  |  |  |  |  |  |                |
|                         |                                            |  |                       |                                             |  |  |  |  |  |  |  |                |